# Chöying Dorje
Chöying Dorje (1604-1674) was de tiende gyalwa karmapa, hoofd van de kagyü-school van het Tibetaans boeddhisme.
Chöying Dorje was in Khaytri Tang in het koninkrijk Golok in Amdo geboren. Hij werd op achtjarige leeftijd door de zesde shamarpa erkend en kreeg de volledige kagyü-opleiding. Hij reisde veel door Tibet, maar de politieke situatie was onrustig, omdat de vijfde dalai lama Ngawang Lobsang Gyatso met Güshri Khan, de krijgsheer van Mongolië, de macht over Centraal Tibet probeerde krijgen en de kagyü's zowel gelieerd waren met de prins van Tsang en tegen de vierde dalai lama Yönten Gyatso hadden gevochten.
Het leger viel Shigatse aan en dwong vele kloosters om zich bij de gelugschool aan te sluiten. Uiteindelijk ontvluchtte Chöying Dorje Tibet en wees Goshir Gyaltsab als tijdelijke regent aan. In de provincie U-Tsang werd de kagyüschool bijna volledig vernietigd, maar bleef nog wel bestaan in de provincies Amdo en Kham.
Tijdens de ballingschap reisde Chöying Dorje veel door Bhutan, Yunnan (China), Birma en Nepal en stichtte vele kloosters. Pas dertig jaar later kon hij weer terugkeren naar Tibet, maar kagyü was niet meer de belangrijkste sekte van het Tibetaans boeddhisme. Chöying Dorje wordt in de Tibetaanse literatuur beschouwd als een van de grootste kunstenaars in de Tibetaanse geschiedenis. Naast een begenadigd beeldhouwer heeft zijn werk grote invloed gehad op de Tibetaanse schilderkunst. 
- Gemeinsame Normdatei: 1027160999
- International Standard Name Identifier: 0000 0003 8381 4992
- Library of Congress Control Number: n82240497
- Nationale Bibliotheek van Israël: 987012384758805171
- Système universitaire de documentation: 168943689
- Virtual International Authority File: 271735802